# Iustin Pop
Iustin Pop (n. 1875, Petridul de Jos, comitatul Turda– d. 1943, Deva) a fost un jurist român, avocat și doctor în drept. În 1902 a deschis un cabinet de avocatură la Deva. 
A fost decan al Baroului Avocaților din județul Hunedoara, iar în anul 1918 a fost membru al Consiliului Național Român din Deva și ulterior membru al Marelui Sfat Național Român de la Alba Iulia. De asemenea a fost senator din partea Partidului Național Țărănesc.
A activat înainte de unirea Transilvaniei cu România în cadrul Partidului Național Român și a fost membru al despărțământului Deva al ASTREI și redactor la Curierul Hunedoarei. În 1919 i s-a intentat alături de alții un proces politic, pentru faptul că a îndemnat publicul să cânte Deșteaptă-te, române!, la sfințirea unei școli. A fost unul din semnatarii Memorandului românilor din  Ardeal, Banat, Crișana și Maramureș adresat regelui Carol al II-lea la 15 decembrie 1938.